# Mughiphantes vittatus
Mughiphantes vittatus là một loài nhện trong họ Linyphiidae.
Loài này thuộc chi Mughiphantes. Mughiphantes vittatus được miêu tả năm 1941 bởi Spassky.